# Whit Taylor
Whit Taylor (née le 22 mai 1984 à Denville Township) est une éducatrice sanitaire et autrice de bande dessinée américaine.
Souvent autobiographiques, ses bandes dessinées s'intéressent aux problèmes aux États-Unis et aux questions de santé.

## Prix
- 2018 : prix Ignatz du meilleur collectif pour Comics for Choice (dirigé avec Hazel Newlevant et Ø.K. Fox)[2]
- 2020 : prix Ignatz de la meilleure série pour Fizzle[3]